# Niklas Frank
Niklas Frank (München, 9 maart 1939) is een Duits journalist en schrijver.

## Biografie
Niklas Frank werd in 1939 geboren als jongste van vijf kinderen van Hans Frank en Brigitte Herbst. Zijn vader werd  later, op 26 oktober 1939 generaal-gouverneur van Polen. Zijn ouders hadden geen gelukkig huwelijk. Zijn moeder was dominant en erg op luxe gesteld. Zijn vader werd ter dood veroordeeld tijdens de Processen van Neurenberg (1946).
In 1967 was hij medeschrijver aan de film Mord und Totschlag. In 1973 schreef hij mee aan een aflevering van Tatort. Frank werd daarna journalist en werkte vanaf 1973 voor Playboy en Stern. In 1987 schreef hij het boek Der Vater. Eine Abrechnung. Het boek werd samen met de opvolger Mein Vater, der Nazimörder openbaar gemaakt in Stern. De boeken lokten ophef uit. De ruwe manier waarop hij over zijn vader schreef, getuigde van veel haat. In 1995 schreef hij samen met de Israëlische toneelregisseur Joshua Sobol het toneelstuk Der Vater.
In 2005 schreef hij een boek over zijn dominante moeder: Meine deutsche Mutter, een satire over nazivrouwen. In 2013 volgde een boek over zijn broer Norman (1928-2010). Frank verscheen ook in de Duitse film Hitler's Children in 2012 en in de BBC-documentaire My Nazi Legacy: What Our Fathers Did in 2015.
- Bibsys: 90302526
- Bibliothèque nationale de France: cb16953608q (data)
- Gemeinsame Normdatei: 12304409X
- International Standard Name Identifier: 0000 0001 0939 6986
- Library of Congress Control Number: n88040260
- Nationale Bibliotheek van Tsjechië: xx0115552
- Nationale Bibliotheek van Israël: 987007275329805171
- Nationale Bibliotheek van Polen: a0000001178862
- Nederlandse Thesaurus van Auteursnamen: 073661325
- Système universitaire de documentation: 096298529
- Virtual International Authority File: 120626981
- WorldCat: E39PBJxRDcT7KWfM83JvqFMQMP